# Malaxis ramirezii
Malaxis ramirezii är en orkidéart som beskrevs av Roberto González Tamayo. Malaxis ramirezii ingår i släktet knottblomstersläktet, och familjen orkidéer. Inga underarter finns listade i Catalogue of Life.